# نيكولاس فان دير نات
نيكولاس فان دير نات (بالإنجليزية: Nicholas van der Nat)‏ هو لاعب شطرنج جنوب أفريقي، ولد في 1 أكتوبر 1979 في كيمبرلي في جنوب أفريقيا.

## وصلات خارجية
- نيكولاس فان دير نات على موقع الاتحاد الدولي للشطرنج (الإنجليزية)
- نيكولاس فان دير نات على موقع مباريات الشطرنج (الإنجليزية)
- نيكولاس فان دير نات على موقع 365Chess.com (الإنجليزية)
- نيكولاس فان دير نات على موقع Chesstempo.com (الإنجليزية)
- نيكولاس فان دير نات على موقع الاتحاد الأمريكي للشطرنج (الإنجليزية)
- نيكولاس فان دير نات سجل أولمبياد الشطرنج على موقع OlimpBase.org (الإنجليزية)